# Gauciel
Gauciel ist eine französische Gemeinde mit 976 Einwohnern (Stand 1. Januar 2022) im Département Eure in der Region Normandie (vor 2016 Haute-Normandie). Sie gehört zum Arrondissement Évreux und zum Kanton Évreux-3.
Die Einwohner werden Gauciélois und Gauciéloises genannt.

## Geographie
Gauciel liegt im Osten des Départements Eure, etwa zehn Kilometer ostnordöstlich des Stadtzentrums von Évreux.
Im Gemeindegebiet liegt die Luftwaffenbasis 105 (Base aeriénne 105 Évreux-Fauville).

### Nachbargemeinden
Umgeben ist Gauciel von den Nachbargemeinden Sassey im Norden, Fontaine-sous-Jouy im Nordosten, Jouy-sur-Eure im Osten, Miserey im Südosten und Süden sowie Huest im Westen.

## Bevölkerungsentwicklung
| Jahr      | 1962 | 1968 | 1975 | 1982 | 1990 | 1999 | 2006 | 2019 |
| Einwohner | 0122 | 0166 | 0483 | 0352 | 0362 | 0422 | 0770 | 0837 |

## Sehenswürdigkeiten
- Kirche Saint-Pierre
- Herrenhaus aus dem 13. Jahrhundert, in Teilen seit 2008 als Monument historique eingeschrieben

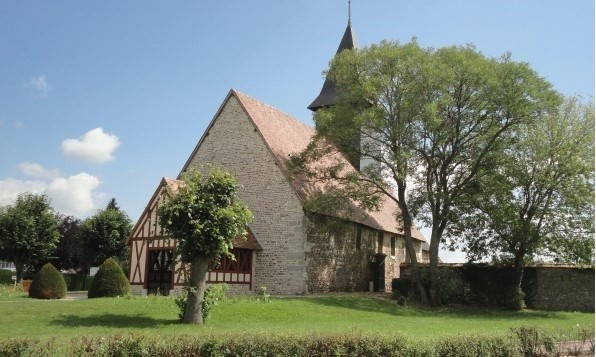
Kirche Saint-Pierre
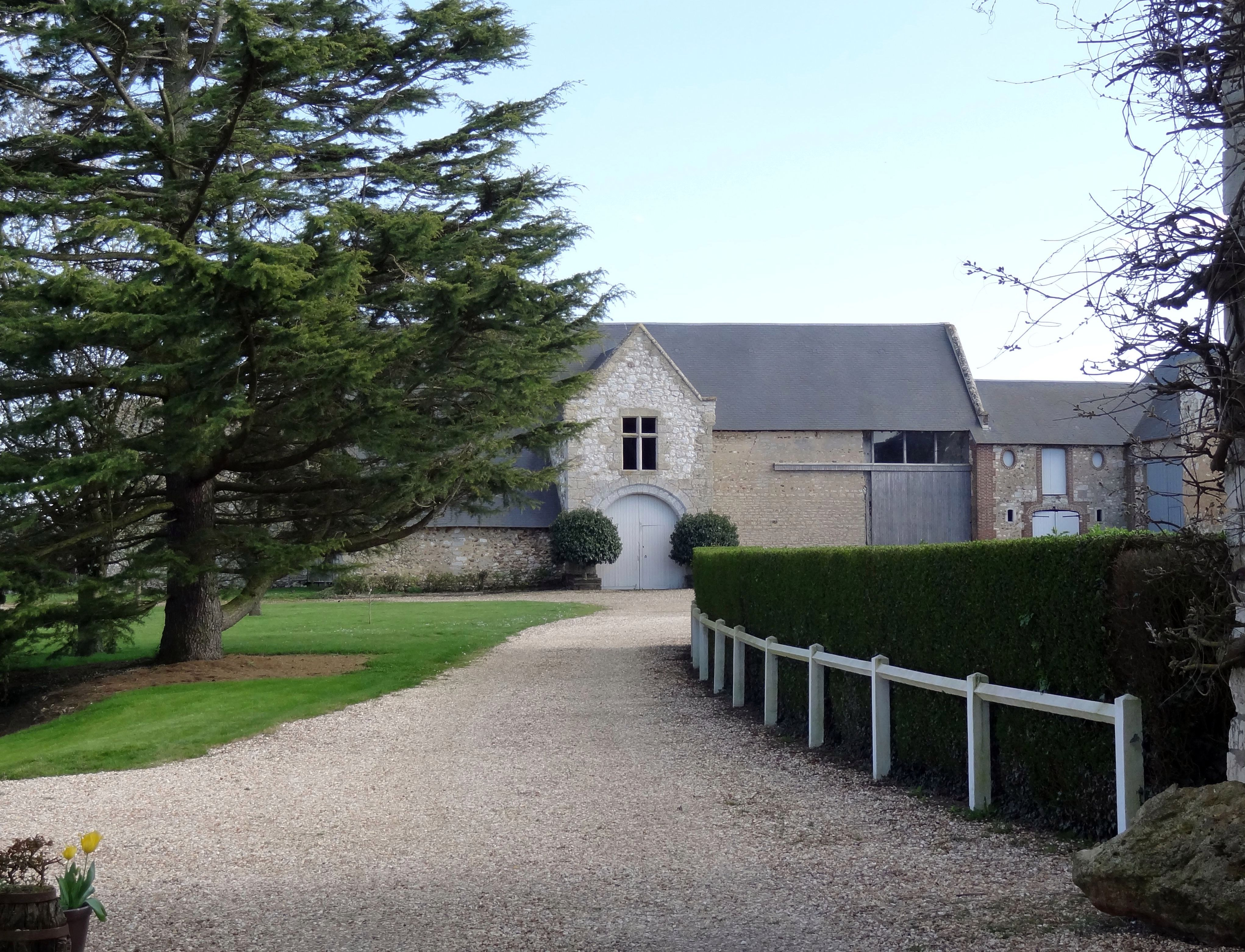
Herrenhaus